# Parkman (Wyoming)
Parkman è un census-designated place degli Stati Uniti d'America, situato nella Contea di Sheridan nello stato del Wyoming. Nel censimento del 2000 la popolazione era di 137 abitanti.

## Geografia fisica
Secondo i rilevamenti dell'United States Census Bureau, la località di Parkman si estende su una superficie di 28,8 km², tutti occupati da terre.

## Popolazione
Secondo il censimento del 2000, a Parkman vivevano 137 persone, ed erano presenti 39 gruppi familiari. La densità di popolazione era di 4,8 ab./km². Nel territorio comunale si trovavano 55 unità edificate. Per quanto riguarda la composizione etnica degli abitanti, il 94,89% era bianco, l'1,46% era nativo, il 2,92% apparteneva ad altre razze e lo 0,73% a due o più. La popolazione di ogni razza ispanica corrispondeva al 2,92% degli abitanti.
Per quanto riguarda la suddivisione della popolazione in fasce d'età, il 24,8% era al di sotto dei 18, il 7,3% fra i 18 e i 24, il 23,4% fra i 25 e i 44, il 34,3% fra i 45 e i 64, mentre infine il 10,2% era al di sopra dei 65 anni di età. L'età media della popolazione era di 42 anni. Per ogni 100 donne residenti vivevano 73,4 uomini.